# みーすけ (改札猫)

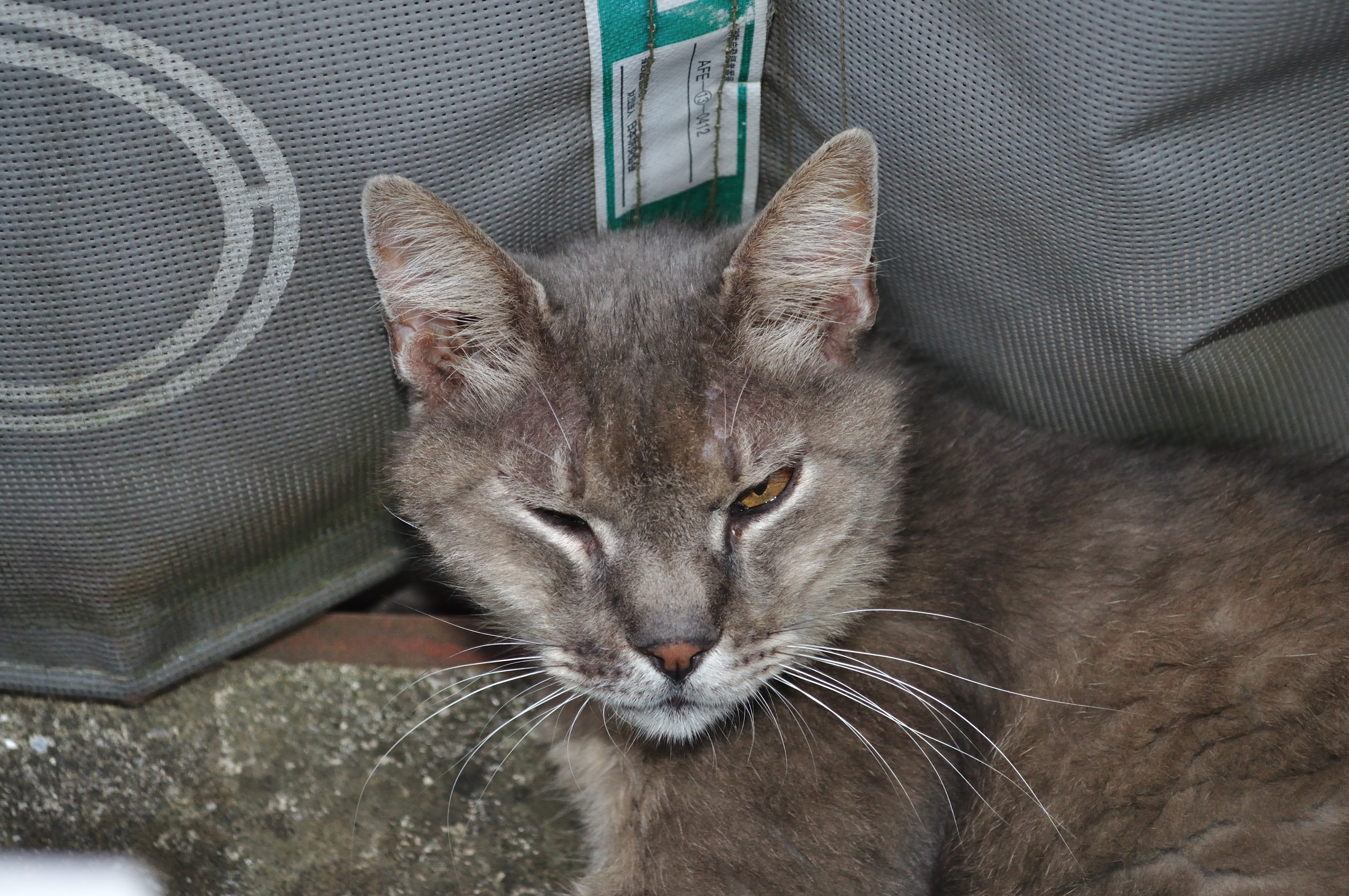
2010年8月撮影

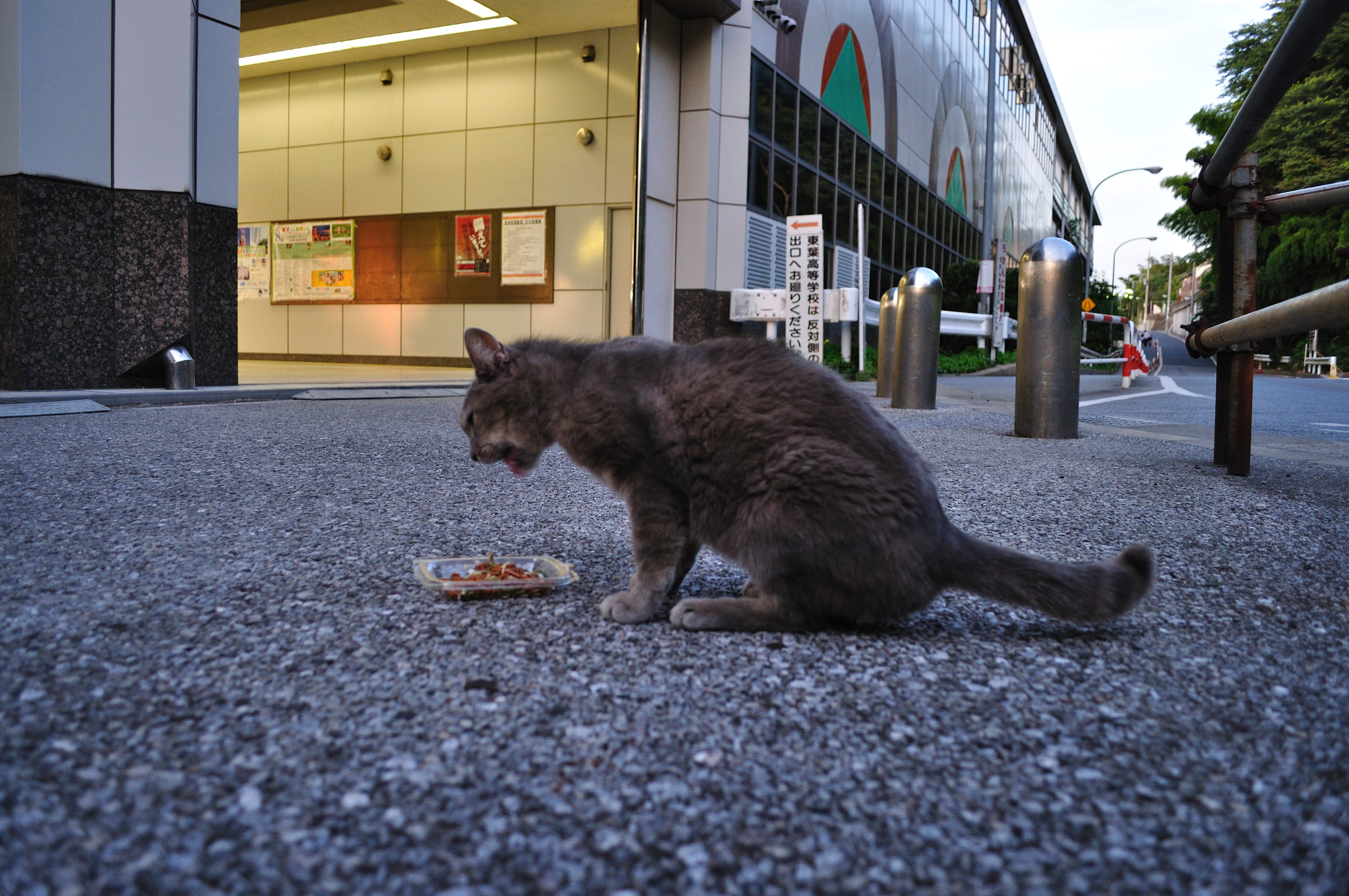
飯山満駅 南口にて

みーすけは、1996年から2010年ごろまで千葉県船橋市の東葉高速鉄道飯山満駅でよく見掛けられた灰色の野良猫である。
早朝と夕方によく現れた。
かつて自動改札機の上をお気に入りの場所としていたことから、「改札猫」と呼ばれていた。そのため、まるで猫の駅員のように捉えられ、いくつかの猫関連の雑誌で取り上げられていた。フジテレビ系列のテレビ番組『めざましどようび』のコーナー「どようびのにゃんこ」にも取り上げられた。
駅の利用者には人気者であり、中には餌を持って来たり、病気の時に動物病院へ連れて行く人もいたほか、宮城県から会いに来る人もいた。駅の売店の店員もみーすけの事を大切に思っており、ストーブの前や返品用の新聞の上で大人しくしているので「みーすけはお利口さん」と褒めていた。
2016年9月25日に開催された「飯山満駅ふれあいフェスタ」において「はさまネコ みーすけへのメッセージ」のコーナーが置かれ、利用客たちからみーすけをしのぶ声が寄せられた。